# 韋奧布雷阿海斯滕峰
61°35′32″N 8°28′22″E / 61.5922°N 8.47278°E

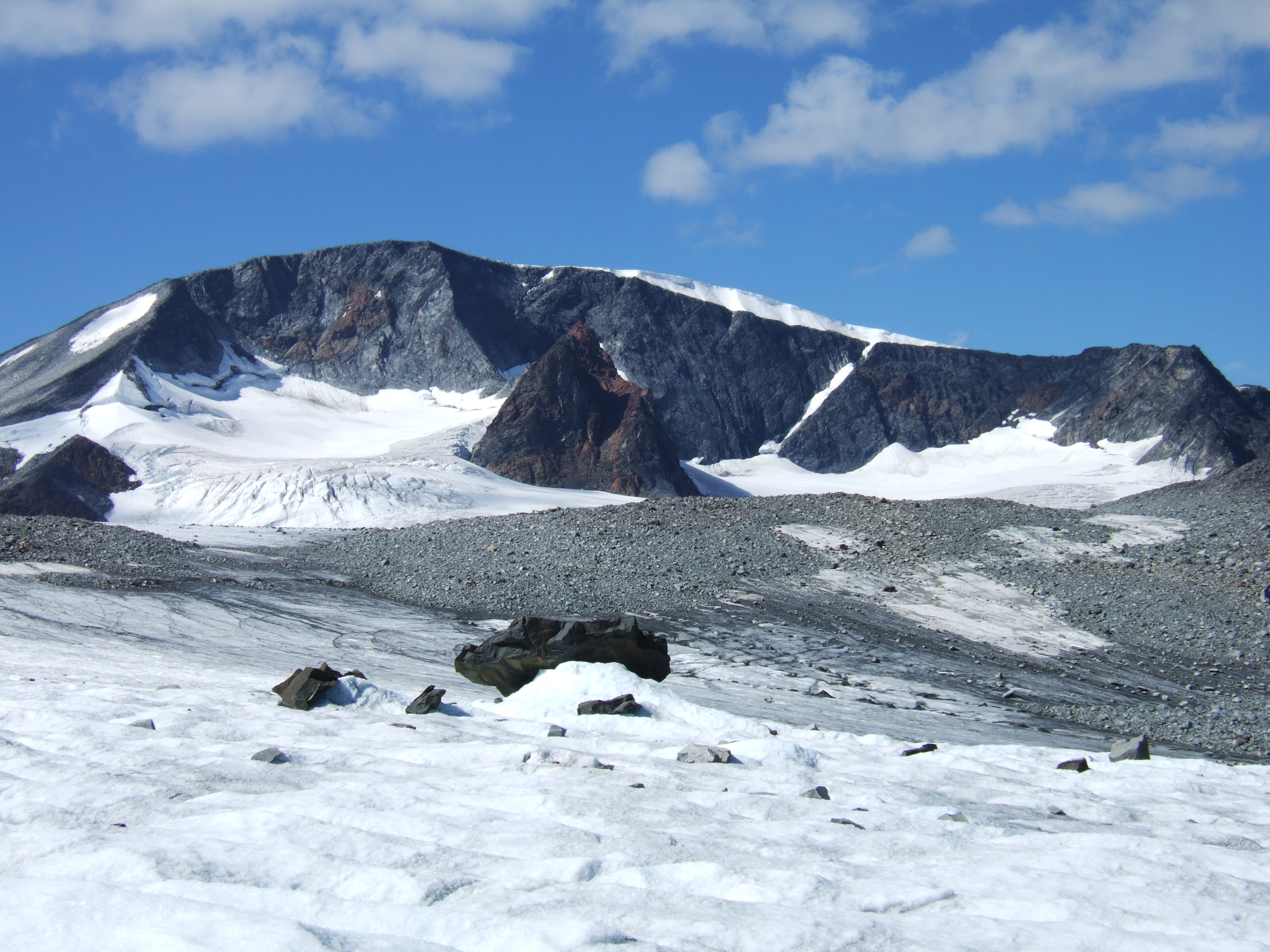

韋奧布雷阿海斯滕峰是挪威的山峰，位於該國東南部內陸郡，處於洛姆，距離首都奧斯陸220公里，屬於尤通黑門山脈的一部分，海拔高度1,940米，受凍原氣候影響。